# Albert Larres

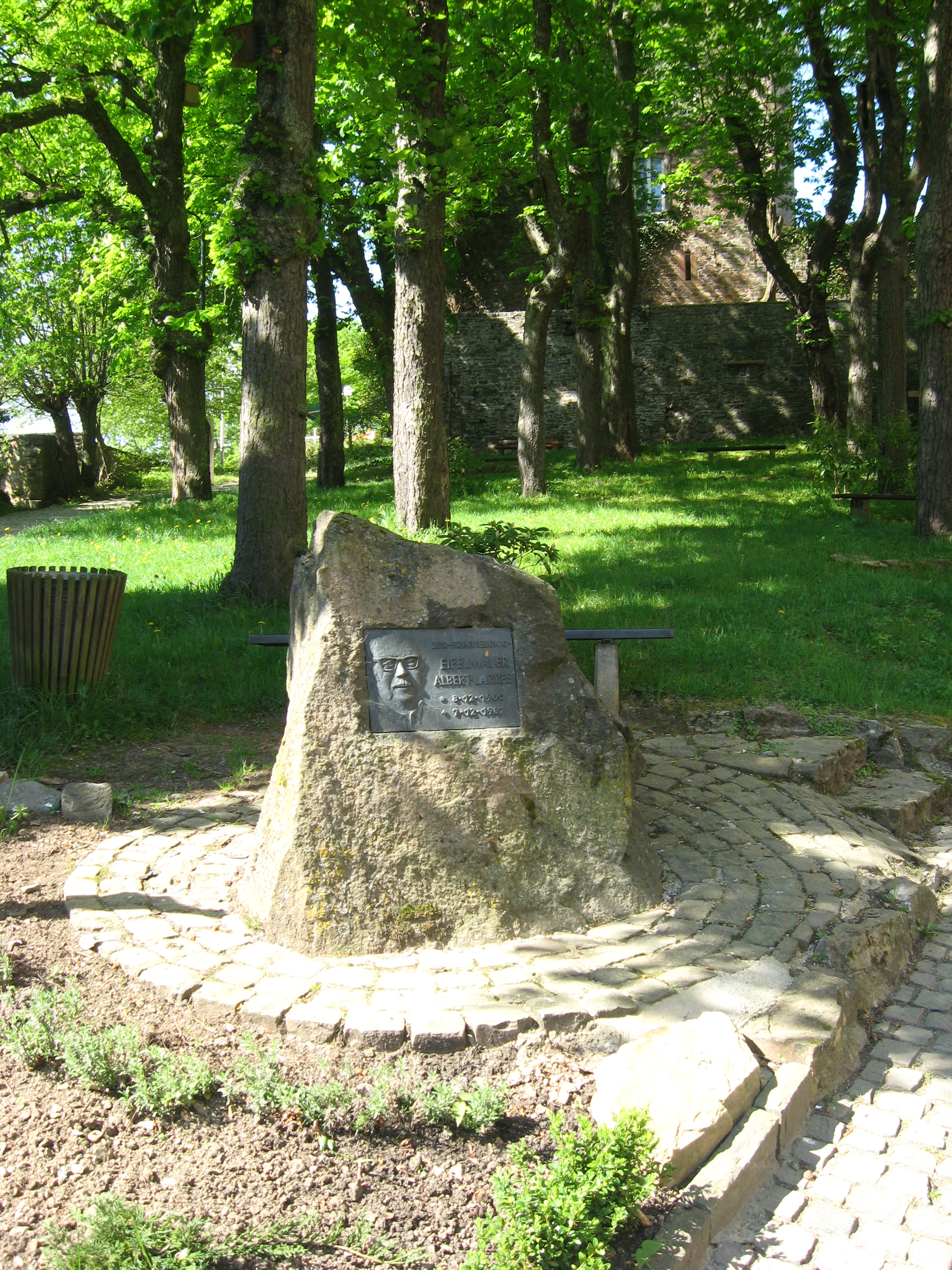
Gedenkstein in Schleiden, unterhalb vom Schloss

Albert Larres (* 8. Dezember 1900 in Obergolbach bei Kall; † 7. Dezember 1987 in Köln-Hohenlind) war ein deutscher Künstler, der in der Eifelstadt Schleiden gewirkt hat. Larres schuf ein umfangreiches Werk über die Region Eifel.

## Leben und Karriere
Larres begann im Jahre 1914 eine dreijährige Lehre als Maler und Lackierer in Kall. 1920 begann er einen privaten Unterricht bei dem Eifelmaler Hubert Schlemmer (1862–1945). Im Jahre 1938 legte Larres seine Meisterprüfung im Malerhandwerk ab. Anschließend besuchte er von 1947 bis 1949 die Kunstschule von Jo Strahn in Düsseldorf.
Larres hielt seine ausdrucksstarken und farbenfrohen Bilder in Öl, Tempera, Aquarell, Sepia und Tusche sowie mit Pinsel, Spachtel, Pastellstift, Tusche und Bleistift fest, zudem in Misch-, Punkt- und Spachteltechnik. Sein Werk umfasst schätzungsweise mehr als 1000 Kunstwerke.

## Ausstellungen
- 2000: 100 Jahre – 100 Bilder, Ausstellung zum 100. Geburtstag in Schleiden, dazu Buchvorstellung Der Eifel in die Seele geschaut von Dieter Schröder und Hubert Büth
- 2002: „Große Ausstellung“ im Kursaal Gemünd / Eifel
- 2009: „Große Ausstellung“ in der Grenzlandhalle in Hellenthal

| Personendaten    | Personendaten        |
| ---------------- | -------------------- |
| NAME             | Larres, Albert       |
| KURZBESCHREIBUNG | deutscher Maler      |
| GEBURTSDATUM     | 8. Dezember 1900     |
| GEBURTSORT       | Obergolbach bei Kall |
| STERBEDATUM      | 7. Dezember 1987     |
| STERBEORT        | Köln                 |